# Johann Baptist Alzog
Johann Baptist Alzog (Ohlau, Silésia, 8 de junho de 1808 — Freiburg im Breisgau, 1 de março de 1878) foi um teólogo alemão e historiador sobre a Igreja Católica.

## Biografia
Alzog nasceu em Ohlau, na Silésia. Estudou em Breslau e Bonn e foi ordenado padre em Colônia em 1834.
No ano seguinte, aceitou as cadeiras de Exegese e de História da Igreja no Seminário de Posen. Defendeu com ardor o arcebispo daquela cidade, Martin von Dunin, durante sua perseguição pelo governo da Prússia, tornou-se vigário-capitular, professor, e reitor em Hildesheim em 1845, e em 1853 foi nomeado para a cadeira de História da Igreja na Universidade de Freiburg (Breisgau); ao mesmo tempo, foi nomeado conselheiro eclesiástico (geistlicher Rat). Ocupou este posto até sua morte em Freiburg im Breisgau.
Juntamente com Dollinger, Alzog foi fundamental na convocação da famosa assembleia de Munique de estudiosos católicos em 1863. Participou também, com o bispo Karl Josef von Hefele e o bispo Haseberg, dos trabalhos preparatórios do Concílio Vaticano I e votou a favor da doutrina da infalibilidade papal, mas contra a oportunidade de sua promulgação.

## Obras
A fama de Alzog repousa principalmente em seu Handbuch der Universal-Kirchengeschichte (Mainz, 1841, reeditado muitas vezes sob vários títulos; traduzido em inglês por Pabisch e Byrne, A Manual of Church History, 4 vols. Cincinnati, 1874). Baseado nas fundações estabelecidas por Johann Adam Möhler, este manual foi geralmente aceito como a melhor exposição do ponto de vista católico, em oposição ao manual protestante de C. A. Hase, e foi traduzido para várias línguas.
Sua Patrologia passou por quatro edições (1866-1884), e sua edição do Oratio Apologetica de São Gregório de Nazianzo chegou a uma segunda edição. Era também um frequente contribuinte para vários periódicos. Além de uma série de escritos sobre assuntos eclesiásticos menores, e uma colaboração ativa no grande Kirchenlexicon de Wetzer e Welte, Alzog foi também o autor de Grundriss der Patrologie (Freiburg, 1866, 4ª ed. 1888), um trabalho acadêmico; embora, atualmente superado. Escreveu também (1857) um tratado em latim sobre a relação de estudos gregos e latinos para a teologia cristã, e o trabalho valioso: Die deutschen Plenarien im 15 und zu Anfang des 16 Jahrhunderts (Freiburg, 1874).

## Publicações (selecionadas)
- Explicatio catholicorum systematis de interpretatione literarum sacrarum. Commentatio theologico-polemica. Dissertation Münster 1835.
- Universalgeschichte der christlichen Kirche vom katholischen Standpunkte. Lehrbuch für theologische Vorlesungen. Mainz 1841, 2ª edição 1843, ª edição 1846, 5ª edição1850, 6ª edição 1855, 7ª edição 1860 (Digitalisat)
  - Handbuch der Universal-Kirchengeschichte. 8ª edição 1866/67; 9. Auflage 1872
  - Handbuch der allgemeinen Kirchengeschichte. 10ª edição, revisada por Franz Xaver Kraus, 1882
- Grundriß der Patrologie oder der ältern christlichen Literärgeschichte. Freiburg i. Br. 1866. 2ª edição 1869; 3ª edição 1876; 4ª edição 1888
- Itinerarium oder Raisbüchlin des P. Conrad Burger, Conventual des Zisterzienserklosters Tennenbach und Beichtiger im Frauenkloster Wonnental vom Jahre 1641 bis 1678. In: Freiburger Diözesan-Archiv 5, 1870, S. 247–358 und 6, 1871, S. 73–157.
- Die deutschen Plenarien im 15. und zu Anfang des 16. Jahrhunderts (1470–1522). Ein Beitrag zur Geschichte der religiösen Volksbildung in jener Zeit, besonders in Süddeutschland. In: Freiburger Diözesan-Archiv 8, 1874, S. 255–330.